# Rosalíadecastro
Rosalíadecastro eller HD 149143 är en ensam stjärna belägen i den mellersta delen av stjärnbilden Ormbäraren. Den har en skenbar magnitud av ca 7,89 och kräver åtminstone en stark handkikare eller ett mindre teleskop för att kunna observeras. Baserat på parallax enligt Gaia Data Release 2 på ca 13,6 mas, beräknas den befinna sig på ett avstånd på ca 240 ljusår (ca 73 parsek) från solen. Den rör sig bort från solen med en heliocentrisk radialhastighet på ca 12 km/s.

## Nomenklatur
I december 2019 fick HD 149143 namnet Rosalíadecastro till ära för den spanska poeten Rosalía de Castro, som var en betydande figur i den galiciska kulturen och framstående spanska författare, vars arbete ofta anknyter till natten och himmelska föremål.

## Egenskaper
Rosalíadecastro är en gul till vit stjärna i huvudserien av spektralklass G3 V. Den har en massa som är ca 1,2 solmassor, en radie som är ca 1,5 solradier och har ca 2,4 gånger solens utstrålning av energi från dess fotosfär vid en effektiv temperatur av ca 5 900 K.

## Planetsystem
En planet som kretsar kring Rosalíadecastro upptäcktes av N2K Consortium, under deras sökande efter gasjätteplaneter med kort omloppsperiod runt metallrika stjärnor. Planeten upptäcktes oberoende av Elodies metallicitetsinriktade sökning efter transiterande heta Jupiter.
| Planet               | Massa           | Halv storaxel (AE) | Siderisk omloppstid (d) | Excentricitet | Inklination | Radie |
| -------------------- | --------------- | ------------------ | ----------------------- | ------------- | ----------- | ----- |
| Riosar (HD 149143 b) | ≥1,33 ± 0,15 MJ | 0,053 ± 0,0029     | 4,07182 ± 0,00001       | 0,167 ± 0,004 | -           | 1,05  |